# Yang Xiaolei
Yang Xiaolei (en chino: 杨晓蕾; Changzhou, 28 de junio de 2000) es una deportista china que compite en tiro con arco, en la modalidad de arco recurvo. Participó en dos Juegos Olímpicos de Verano, obteniendo una medalla de plata en París 2024, en la prueba de equipo (junto con An Qixuan y Li Jiaman).

## Palmarés internacional
| Juegos Olímpicos | Juegos Olímpicos | Juegos Olímpicos | Juegos Olímpicos |
| Año              | Lugar            | Medalla          | Prueba           |
| ---------------- | ---------------- | ---------------- | ---------------- |
| 2024             | París (Francia)  | Medalla de plata | Equipo           |